# Струкгоф, Владимир Борисович
Владимир Борисович Струкгоф (Струков) (1804—1863, Санкт-Петербург) — вице-адмирал, участник войн — русско-турецкой 1828—1829 годов и Крымской.

## Биография
Родился 21 августа (2 сентября) 1804 года. С 15 августа 1814 года воспитывался в Морском корпусе; 10 июня 1817 года был произведён в гардемарины, а 23 февраля 1820 года — в мичманы, после чего на галете «Аглая» плавал между Свеаборгом и Гангутом, на брандвахтенном бриге «Молния» был в кампании на Свеаборгском рейде и в 1823—1824 годах на бриге «Ахиллес» ходил в Ботническом и Финском заливах.
Произведённый 7 января 1826 года в лейтенанты, Струкгоф на шлюпе «Смирный» перешёл из Архангельска в Кронштадт; в ближайшие затем 1828—1833 годах на бриге «Телемак» крейсировал в Средиземном море, более всего у берегов Мальты.
В кампании 1828—1829 годов против турок Струкгоф участвовал при блокаде Дарданелл и в 1831 году во время войны за независимость Греции находился в сражении с идриотскими мятежниками в Монастырской губе.
По возвращении в Кронштадт Струкгоф 6 декабря 1834 года был произведён в капитан-лейтенанты. В 1836 году он впервые стал самостоятельно командовать отдельными судами, скачала люгером «Стрельна», на котором крейсировал у Красной горки, затем корветом «Наварин» (в 1837—1839 годах) и фрегатом «Мельпомена» (в 1840—1841 годах). 16 апреля 1841 года Струкгоф был произведён за отличие в капитаны 2-го ранга, а 3 декабря 1842 года награждён за 18 морских кампаний орденом Св. Георгия 4-й степени (№ 6897 по кавалерскому списку Григоровича — Степанова).
В 1842—1843 годах он командовал 110-пушечным кораблём «Император Александр I» в Финском заливе. 15 апреля 1845 года произведён за отличие в капитаны 1-го ранга, а с 1846 по 1851 год, будучи во главе то корабля «Св. Георгий Победоносец», то отряда канонерских лодок, плавал ежегодно в Балтийском море. 19 апреля 1853 года произведен за отличие в контр-адмиралы, с назначением командиром 1-й бригады 1-й флотской дивизии.
В 1854 году имел свой флаг на корабле «Березина», стоявшем на малом крепостном рейде Кронштадта, и принимал участие в защите крепости от нападения англо-французского флота. 13 октября того же года назначен председателем комиссии морских артиллерийских опытов на Волковом поле в Санкт-Петербурге.
В следующем году, имея свой флаг сначала на пароходе «Герцог Лейхтенбергский», потом на пароходе «Ижора», Струкгоф командовал 20 винтовыми лодками у Лисьего Носа, а в 1856 году, с своим флагом на том же пароходе, командовал там же 35 винтовыми лодками. В вице-адмиралы он был произведён 23 апреля 1861 года.
Скончался 31 января (12 февраля) 1863 года в Санкт-Петербурге, похоронен на Смоленском православном кладбище.

## Семья
Был женат на княжне Наталье Егоровне Шаховской (?—1893). Их дочери:
- Ольга, воспитанница Смольного института благородных девиц[3]
- Екатерина, супруга М. А. Лялина (1839—1915).
- Елизавета (1838—3.07.1854), девица. Умерла в 15-летнем возрасте в С.-Петербурге[4].
- Зинаида (1859—?), супруга дворянина Павла Михайловича Ноинского. Их дети: Антонина (н/з рождённая), Михаил, Владимир.